# Chinwe Obaji
Chinwe Obaji là một giảng viên giáo dục đại học, giáo viên và quản trị viên giáo dục người Nigeria, được bổ nhiệm làm người đứng đầu Bộ Giáo dục Liên bang Nigeria vào tháng 6 năm 2005 với tư cách là Bộ trưởng Cao cấp, và Obiageli Ezekwesili kế nhiệm một năm sau đó.

## Lý lịch
Chinwe Obaji được sinh ra ở Ezinihitte-Mbaise ở bang Imo. Từ năm 1980, bà là giảng viên và quản trị viên tại Trường Cao đẳng Nông nghiệp Michael Okpara, Umuagwo, bang Imo ở Nigeria.

## Vị trí bộ trưởng
Chinwe Obaji, với tư cách là Bộ trưởng Giáo dục, đã cố gắng hồi sức cho Phòng Thanh tra của Bộ Giáo dục Liên bang. Cô bắt đầu dự án một bữa một ngày ở một số trường tiểu học thí điểm trên cả nước.
Bà chỉ đạo rằng các trường đại học nên tổ chức kỳ thi tuyển sinh đại học sau đại học cho các sinh viên ứng cử viên trong nỗ lực bằng cách bỏ qua sự không hiệu quả của Hội đồng tuyển sinh và trúng tuyển chung (JAMB). Đáng chú ý, để ủng hộ chỉ thị của bà, Tổng thống Olusegun Obasanjo kêu gọi tăng cường hỗ trợ bởi tất cả người Nigeria để sàng lọc sau JAMB. Tuy nhiên, đã có tranh cãi về lệ phí mà các trường đại học tính cho bài kiểm tra. Trong một cuộc họp vào tháng 10 năm 2005 giữa Bộ Giáo dục Liên bang, Ủy ban Đại học Quốc gia (NUC) và Hội đồng tuyển sinh và trúng tuyển chung, đã nhất trí đồng ý chốt mức phí kiểm tra ở mức N1.000. Trả lời các câu hỏi tại Hạ viện vào tháng 11 năm 2005, Chinwe Obaji nói rằng bất kỳ trường đại học nào thu được hơn 1.000N từ các ứng cử viên muốn nhập học sau khi sàng lọc bài JAMB đã vi phạm chỉ thị của bà. Hạ viện sau đó đã hủy bỏ chỉ thị.
Vào tháng 4 năm 2006, Chinwe Obaji cải cách chi tiết thiết kế hệ thống giáo dục cơ bản để đảm bảo rằng mọi trẻ em Nigeria ít nhất đều được tiếp cận với giáo dục cơ bản. Chính phủ thiết lập một hệ thống khiển trách những phụ huynh không đăng ký cho con đi học và bắt đầu tuyển dụng 40.000 giáo viên cho các cộng đồng nông thôn. Bà tuyên bố rằng chương trình Giáo dục cơ bản toàn cầu (UBE) nhằm mục đích tăng cường "tiếp cận không giới hạn đến giáo dục cơ bản chất lượng cho trẻ em, đặc biệt là trẻ em gái".

## Vị trí tiếp theo
Tiến sĩ Chinwe Obaji được bổ nhiệm làm Giáo sư Giáo dục Quốc tế tại Đại học Voorhees ở Hoa Kỳ bắt đầu từ năm 2007 